# قاعا
قاعا، که با نام‌های قاعا یا کاعا نیز شناخته می‌شود، آخرین پادشاه از دودمان اول مصر بود. نام او به معنای «بازویش بلند شده است» می‌باشد. او به مدت ۳۳ سال در پایان قرن سی‌ام پیش از میلاد حکومت کرد. تاریخ‌دانی به نام مانتو او را بی‌نخِس نامیده و گفته است که او ۲۶ سال حکومت کرده است. نسخه‌های مختلف نوشته‌های مانتو نام‌های دیگری مانند اوبی‌انتوس و وی‌بنتیس را به او نسبت داده‌اند.
والدین قاعا ناشناخته هستند، اما اعتقاد بر این است که پدرش یا آنجیب یا سمرخت، پادشاهان پیش از او، بوده است. اگر مانتو درست گفته باشد، سمرخت پدر او بوده است. اطلاعات زیادی درباره حکومت قاعا در دست نیست، اما به نظر می‌رسد که او برای مدت طولانی، حدود ۳۳ سال، حکومت کرده است. شواهدی از برگزاری دومین جشن سد، که معمولاً پس از ۳۰ سال حکومت برگزار می‌شد، این موضوع را تأیید می‌کند. سنگ پالرمو، یک سند باستانی، به تاج‌گذاری او و برخی رویدادهای مذهبی اشاره می‌کند. بسیاری از برچسب‌های عاجی از زمان او، پیشکش‌های تدفین و وسایل شخصی پادشاه را توصیف می‌کنند.
چندین مقام عالی‌رتبه از دوران حکومت قاعا کشف شده‌اند، از جمله مرکا، هنوکا، نفرِف و سابِف. با وجود حکومت طولانی و موفق قاعا، پس از مرگ او، جنگ‌هایی بر سر تاج و تخت بین خاندان‌های سلطنتی مختلف درگرفت. در مقبره مرکا، یک ظرف سنگی با نام «سِفِرخا» پیدا شده است. مشخص نیست که آیا «سفرخا» نام دیگری برای قاعا بوده یا پادشاهی دیگر و کوتاه‌مدت بوده است. برخی از کارشناسان معتقدند که سفرخا و حاکم مرموز دیگری به نام «هوروس پرنده» بر سر قدرت جنگیدند و هوتپ‌سخموی، که دودمان دوم مصر را بنیان نهاد، ممکن است این جنگ را به پایان رسانده باشد. شواهدی از سرقت مقبره‌ها و آتش‌سوزی در آرامگاه‌های سلطنتی ابیدوس از این نظریه حمایت می‌کند. مهرهای گلی هوتپ‌سخموی که در مقبره قاعا یافت شده‌اند، نشان می‌دهند که او ممکن است مقبره قاعا را بازسازی کرده یا او را دفن کرده باشد، شاید به منظور مشروعیت بخشیدن به حکومت خود.
مقبره قاعا در ابیدوس بزرگ است و ابعاد آن ۹۸٫۵ در ۷۵٫۵ فوت (۳۰ در ۲۳ متر) می‌باشد. این مقبره در سال ۱۹۹۳ توسط باستان‌شناسان آلمانی حفاری شد و شامل ۲۶ گور همراه (قربانی) بود. یک مهر با نام هوتپ‌سخموی نزدیک ورودی مقبره قاعا (مقبره Q) توسط مؤسسه باستان‌شناسی آلمان در اواسط دهه ۱۹۹۰ کشف شد. کشف این مهر به عنوان شواهدی تفسیر شده است که قاعا توسط هوتپ‌سخموی دفن شده و بنابراین، هوتپ‌سخموی جانشین او بوده است، همان‌طور که مانتو گفته است. استلای زیبای مقبره قاعا اکنون در موزه باستان‌شناسی و انسان‌شناسی دانشگاه پنسیلوانیا به نمایش گذاشته شده است.
مقبره یکی از مقامات دولتی قاعا در سقاره — یک نجیب‌زاده به نام مرکا — شامل استلایی با بسیاری از عناوین بود. دومین جشن سد نیز تأیید شده است. این موضوع به همراه کیفیت بالای تعدادی از استلاهای سلطنتی که پادشاه را به تصویر می‌کشند، نشان می‌دهد که حکومت قاعا دوره‌ای نسبتاً پایدار و مرفه بوده است.
تعدادی برچسب سال نیز از دوران حکومت او در محل تدفین دودمان اول در اُم‌القَعاب در ابیدوس کشف شده است. اعتقاد بر این است که قاعا حدود سال ۲۹۱۶ قبل از میلاد بر مصر حکومت می‌کرد. یک ظرف با نام و عناوین قاعا در مقبره فرعون دودمان دوم، سِت‌پِریب‌سِن (مقبره P پتری) کشف شده است.